# Bitka kod Argentoratuma
Bitka kod Argentoratuma, bitka između rimske vojske i Alemana. Argentoratum je bio značajno rimsko uporište (castrum) na putu Augusta Rauracorum – Magontiacum (Mainz), osnovano u doba cara Augusta., danas je to Strasbourg. 
Kod Argentoratuma je Julijan Apostata pobijedio germansko pleme Alemane u kolovozu 357. godine. Alemani su prethodno prešli rijeku Rajnu do 350. godine i osvojili cijelo područje do Argentoratuma. Kada je Julijan bio postavljen za namjesnika Galije, odlučio je poraziti Alemane. Prvo ih je provocirao prepadima, kako bi ih privukao što više na lijevu obalu rijeke. Kada su Alemani koncentrirali svoje snage na obali, Julijan ih je napao. 
Alemani su svoje pješaštvo, oko 15.000 vojnika, postavili u uobičajeni germanski četvrtasti postroj (klin), naslonivši desni bok na neku prepreku, a na lijevi bok su postavili svu svoju konjicu pod zapovjedništvom Hnodomara, najuglednijeg od 7 knezova koji su ih predvodili. 
Julijan je postavio svoje pješaštvo, također s 15.000 ljudi, u dva reda pri čemu je prvi red sačinjavala čvrsta masa od 8 vrsta, a drugi red njegove najbolje postrojbe u nekoliko grupa po 10 vrsta. Sva konjica bila je pregrupirana na desni bok.
Alemanska konjica je uspjela relativno brzo protjerati rimsku konjicu i napala je prvi red s boka. Tada je Julijan ubacio u borbu svoj drugi red koji ovladava situacijom i na taj način odnosi pobjedu nad Alemanima. Veliki broj alemanskih vojnika se utopio u rijeci, a knez Hnodomar je bio zarobljen.
Ovo je posljednja bitka u kojoj se osjeća klasično rimsko pješaštvo sposobno za taktički manevar.